# The K & D Sessions
The K & D Sessions è un album doppio di Kruder & Dorfmeister, raccoglie la maggior parte delle produzioni del duo e remix. È stato pubblicato da Studio! K7 il 19 agosto 1998 come un doppio CD con le tracce mixate e come una raccolta di quattro dischi in vinile 12 pollici.

## Tracce

### CD uno
1. Roni Size – "Heroes (Kruder's Long Loose Bossa remixed by Peter Kruder)"  – 6:30
2. Alex Reece – "Jazz Master (K&D Session)"  – 8:20
3. Count Basic – "Speechless (Drum 'n' Bass remixed by Peter Kruder)"  – 6:37
4. Rockers Hi-Fi – "Going Under (K&D Session)"  – 8:37
5. Bomb The Bass – "Bug Powder Dust (K&D Session)"  – 7:20
6. Aphrodelics – "Rollin' On Chrome (Wild Motherfucker Dub remixed by Richard Dorfmeister)"  – 5:39
7. Depeche Mode – "Useless (K&D Session)"  – 6:13
8. Count Basic – "Gotta Jazz (remixed by Richard Dorfmeister)"  – 5:32
9. Rainer Trüby Trio – "Donaueschingen (Peter Kruder's Donaudampfschifffahrtsgesellschaftskapitänskajütenremix)"  – 6:55
10. Lamb – "Trans Fatty Acid (K&D Session)"  – 8:33

### CD due
1. David Holmes – "Gone (K&D Session)"  – 8:29
2. Sofa Surfers – "Sofa Rockers (Richard Dorfmeister Remix)"  – 4:30
3. Mama Oliver – "Eastwest (Stoned Together resmoked by Richard Dorfmeister)"  – 5:11
4. Bomb The Bass – "Bug Powder Dust (Dub remixed by Kruder & Dorfmeister)"  – 6:20
5. Kruder & Dorfmeister – "Boogie Woogie"  – 3:20
6. Sin (band)|Sin – "Where Shall I Turn (K&D Session Vol.2)"  – 5:53
7. Bone Thugs-n-Harmony – "1st Of Tha Month (K&D Session)"  – 5:49
8. Kruder & Dorfmeister – "Lexicon"  – 1:06
9. Knowtoryous – "Bomberclaad Joint (K&D Session)"  – 3:47
10. Rockers Hi-Fi – "Going Under (Evil Love and Insanity Dub remixed by Kruder & Dorfmeister)"  – 4:30
11. Strange Cargo – "Million Town (K&D Session)"  – 7:32